# Arnold Nordmeyer
Arnold Henry Nordmeyer (Dunedin, 7 februari 1901 – Wellington, 2 februari 1989) was een Nieuw-Zeelands politicus en predikant. Hij was minister van Financiën (1957-1960) en leider van de Labour-partij (1963-1965).

## Levensloop
Nordmeyers vader was een Duitse immigrant, zij moeder kwam uit Noord-Ierland. Hij studeerde theologie aan de  Universiteit van Otago, waar hij een Bachelor of Arts behaalde. In 1925 werd hij aangesteld als predikant in een kleine presbyteriaanse kerk in Kurow. In deze periode raakte hij nauw betrokken bij arbeiders die een stuwdam bouwden voor elektriciteitswinning in de rivier Waitaki. Hij was geschokt door de slechte leefomstandigheden en gebrekkige huisvesting. Nordmeyer was altijd al geïnteresseerd in politiek, maar raakte nu actief betrokken.
Kort voor de parlementsverkiezingen van 1935 stopte Nordmeyer als predikant en stelde zich verkiesbaar namens Labour. De verkiezingen waren een groot succes voor de sociaaldemocraten. Michael Joseph Savage werd de eerste premier namens Labour en Nordmeyer was een van de vele nieuwe parlementsleden van die partij.
Nordmeyer bleek een bekwaam debater, hoewel hij een moeizame relatie had met het partijleiderschap. Hij vond ze te gematigd. Hij vond aanvankelijk aansluiting bij de radicale groep rond John Lee, maar nam daar na verloop van tijd afstand van en begon meer samen te werken met gematigde politici zoals Walter Nash. Hij was in zijn periode in het parlement een van de felste tegenstanders van de doodstraf en abortus.
Na de dood van Savage in 1940 werd Lee uit de fractie gezet, tot teleurstelling van Nordmeyer. Hij droeg diens vriend Gervan McMillan voor als nieuwe partijleider, maar deze legde het bij de interne verkiezingen af tegen Savages tweede man Peter Fraser. Deze benoemde Nordmeyer in 1941 als minister van Volksgezondheid. Hij voerde onder andere staatssubsidiëring voor doktersbezoeken in. Van 1947 tot 1949 was Nordmeyer minister van Industrie en Handel.
De parlementsverkiezingen van 1949 liepen uit op een grote nederlaag voor de Labour-partij. Zij werd verslagen door de National Party onder leiding van Sidney Holland. Nordmeyer verloor zelfs zijn parlementszetel. Na de dood van Peter Fraser eind 1950 verwierf Nordmeyer diens zetel bij de tussentijdse verkiezingen en keerde terug in het parlement. 
Voordat Nordmeyer zijn opwachting kon maken in het parlement was Walter Nash al gekozen als nieuwe Labour-leider. De snelheid waarmee dat ging was omdat Nordmeyer als een belangrijke politieke concurrent werd gezien voor het leiderschap. Nordmeyer daagde Nash in 1954 ook uit, maar Nash had veel steun van de vakbonden en won de interne partijverkiezingen. Nordmeyer werd daarna bij het partijbestuur geroepen en gewaarschuwd de eenheid binnen de partij te bewaren.
Labour won de parlementsverkiezingen van 1957. Nordmeyer werd aangewezen als minister van Financiën. Kort na zijn aantreden bleek dat Nieuw-Zeeland afstevende op een groot begrotingstekort. Nordmeyer voerde een aantal belastingmaatregelen door waaronder een sterke verhoging van de btw op alcohol en tabak. In combinatie met Nordmeyers religieuze achtergrond was het zo voor tegenstanders wel heel makkelijk om te beweren dat Nordmeyer zijn moraal op wilde drukken aan de bevolking. Mede als gevolg daarvan verloor Labour de verkiezingen van 1960.
In eerste instantie weigerde Nash na de verkiezingen op te stappen als partijleider. Hij had het niet zo op Nordmeyer als zijn vervanger. De dood van zijn vrouw in 1961 eiste toch zijn tol. De dood van twee beoogde opvolgers, Jerry Skinner en Fred Hackett, leidde er toe dat Nash in 1963 uiteindelijk instemde met Nordmeyer als zijn opvolger.
Aan Nordmeyers imago claimde nog steeds zijn periode als minister van Financiën. Veel partijleden geloofden bovendien dat de partij toe was aan een generatiewisseling. In december 1965 werd Nordmeyer uitgedaagd door Norman Kirk die een groep parlementariërs om zich heen had verzameld. Nordmeyer verloor de interne partijverkiezing met 25 tegen 10 stemmen. Hij bleef nog vier jaar in het parlement voordat hij terugtrad.
Na zijn periode in parlement vond Nordmeyer nog werk als directeur bij de centrale bank van Nieuw-Zeeland. Hij werd toegelaten tot de Orde van Nieuw-Zeeland en de Orde van Sint-Michaël en Sint-George.

## Persoonlijk
Nordmeyer was getrouwd met Frances Maria Kernahan, met wie hij twee kinderen kreeg. Zijn dochter Alison trouwde met Labour-parlementariër Jim Edwards.
- Gemeinsame Normdatei: 138347832
- International Standard Name Identifier: 0000 0001 1451 4545
- Library of Congress Control Number: n88603565
- SNAC: w6fr13v8
- Virtual International Authority File: 89901862
- WorldCat: E39PBJjxxcQv87tkYrV7K7mTpP